# Calavera (Mexique)
Pour les articles homonymes, voir Calavera.
Les calaveras (« têtes de mort », en espagnol) sont emblématiques du Jour des morts et de la culture mexicaine, depuis la promotion dans les années 1920 de certains symboles culturels d'origine plus ou moins indigène par les gouvernements nationalistes dans le but d'unifier le pays après la révolution de 1910, par l'intermédiaire en particulier du muralisme. Cette tradition est largement suivie par-delà les frontières mexicaines et même enregistrée dans l'Inventaire du patrimoine culturel immatériel en France.

## Définitions
« Calavera » désigne en espagnol un crâne humain ou « tête de mort » (« une tête humaine entière dépouillée de sa chair et de sa peau »). Il provient du latin calvaria qui signifie crâne humain. 
Par métonymie, « calavera » désigne également une figurine à la tête de squelette (bien que « calaca » désigne dans la vie quotidienne un squelette entier ou la représentation d'un personnage entier sous forme de squelette).
- Les calaveritas de azúcar (« petits crânes en sucre »), également appelées calaveras de dulce (« crânes en sucrerie ») ou calaveras de alfeñique (« crânes en pâte de sucre »), sont utilisées pour orner les autels lors du Jour des morts[5] et peuvent être mangées[6] ;
- Les calaveras : petites têtes de morts en céramique où l'on peut placer des bougies.
- « Calavera » peut se référer à toute représentation artistique de crânes, comme les lithographies de José Guadalupe Posada ;
- Les « calaveras literarias » sont des poèmes composés à l'occasion du Jour des morts mais destinés à moquer les vivants.

Cette pratique est scrupuleusement suivie par les communautés mexicaines de France, c'est pour cela qu'elle apparait dans l'Inventaire du patrimoine culturel immatériel en France.

## Crânes en sucre

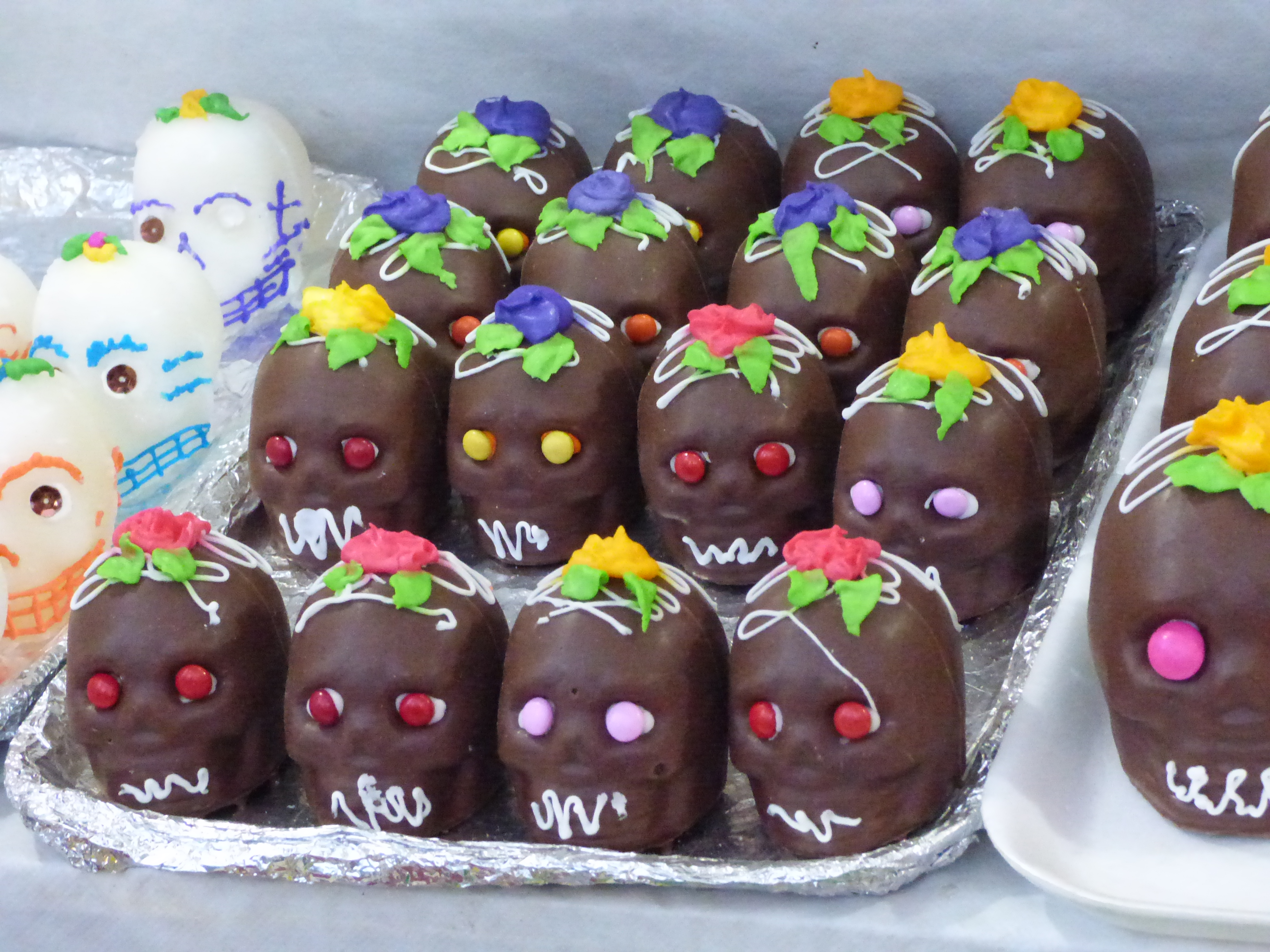
Des calaveras en chocolat présentées au festival de calaveras d'Aguascalientes de 2014.

Les calaveras peuvent être en pâte à sucre (alfeñique), s'apparentant alors à des bonbons, mais peuvent également être faites avec des graines d'amarante ou du chocolat. Leur usage est malgré tout davantage décoratif et symbolique qu'alimentaire. Les décorations des calaveras sont le plus souvent des glaçages faits à partir de sucre glace et de colorants alimentaires, mais aussi des papiers ou des petits objets collés.
De nos jours, la fabrication industrielle a souvent remplacé les fabrications familiales, l'aspect commercial de la fête fait que la pâte et des moules sont produits industriellement.

## Rites et mises en scène
La calavera est utilisée principalement durant le Jour des morts mais elle peut l'être toute l'année, sous la forme de caricatures politiques ou satiriques.

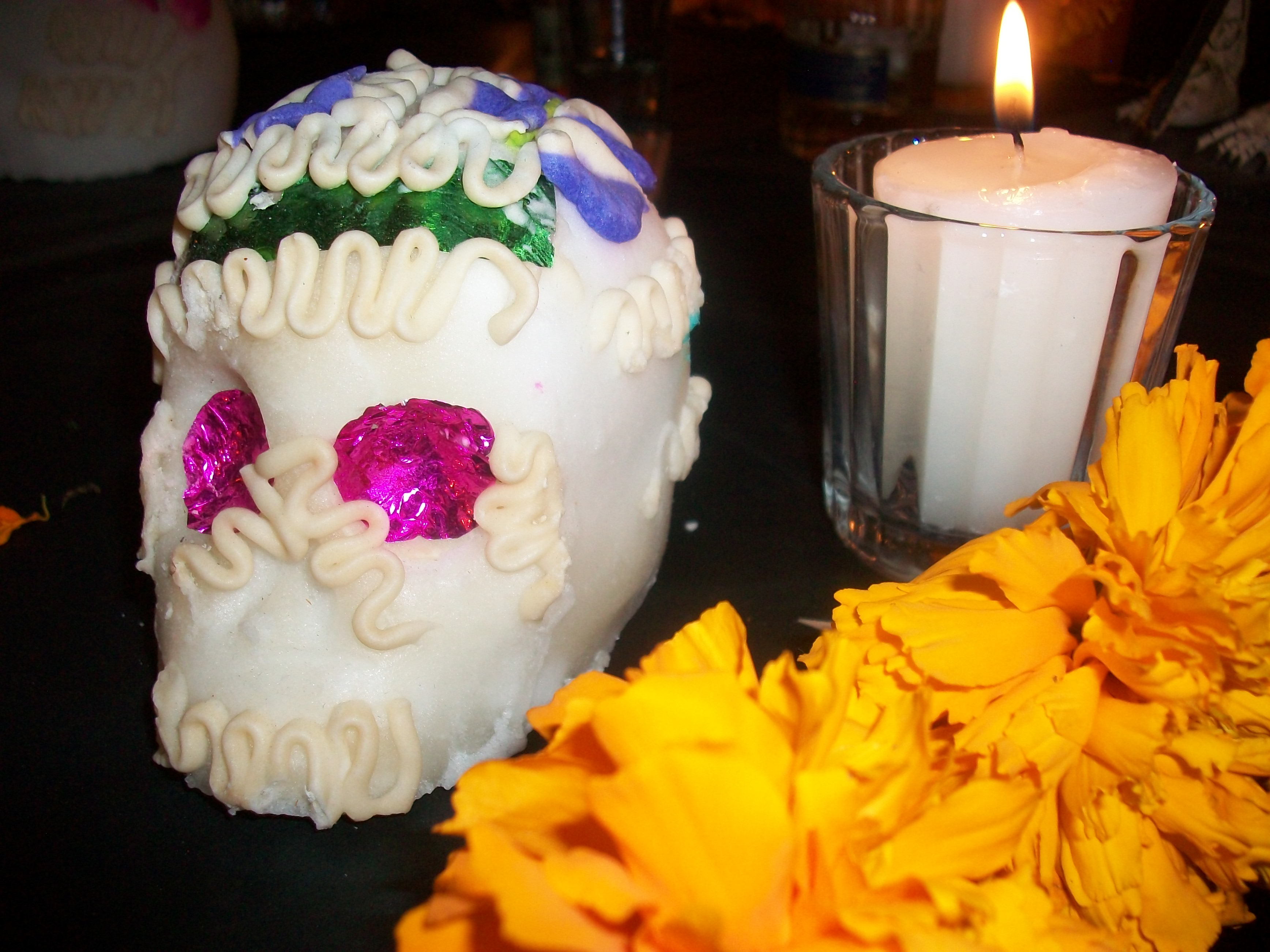
Une calavera de azúcar placée sur un autel pour le jour des morts.
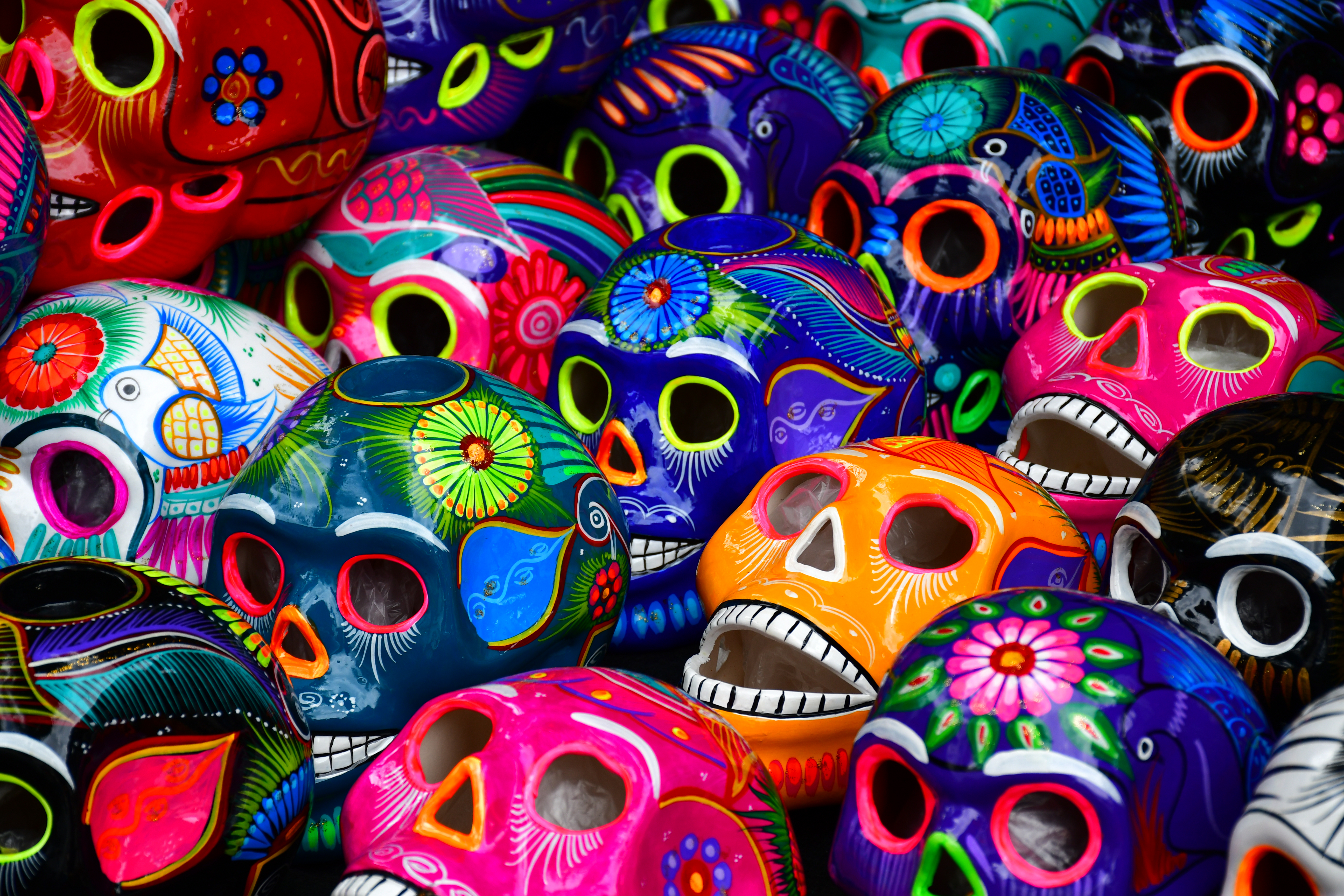
Calaveras de céramique peinte au tianguis de Tonalá (Jalisco), à l'occasion du Jour des morts de 2018.
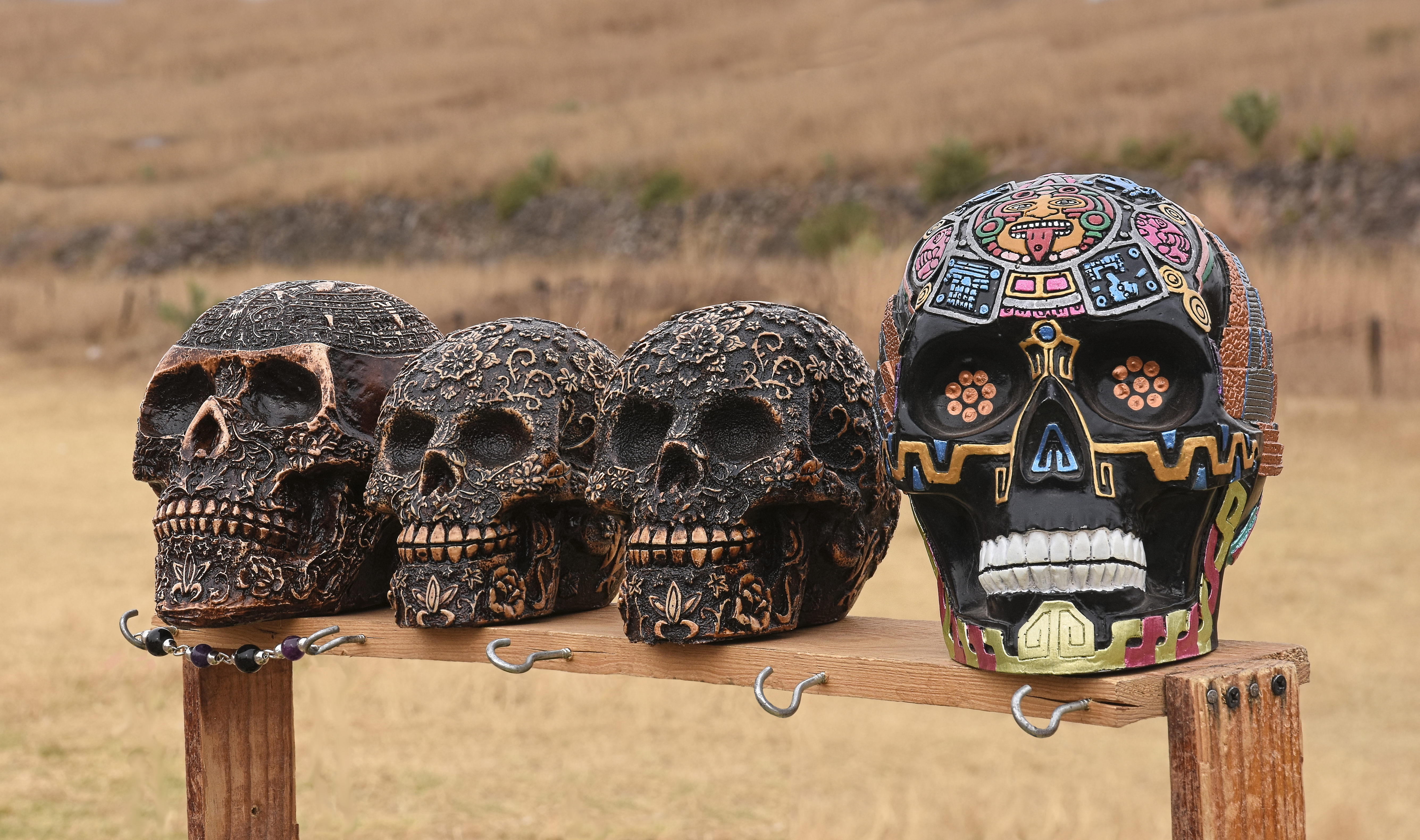
Calavera de céramique à Teotihuacán de Arista en 2020.
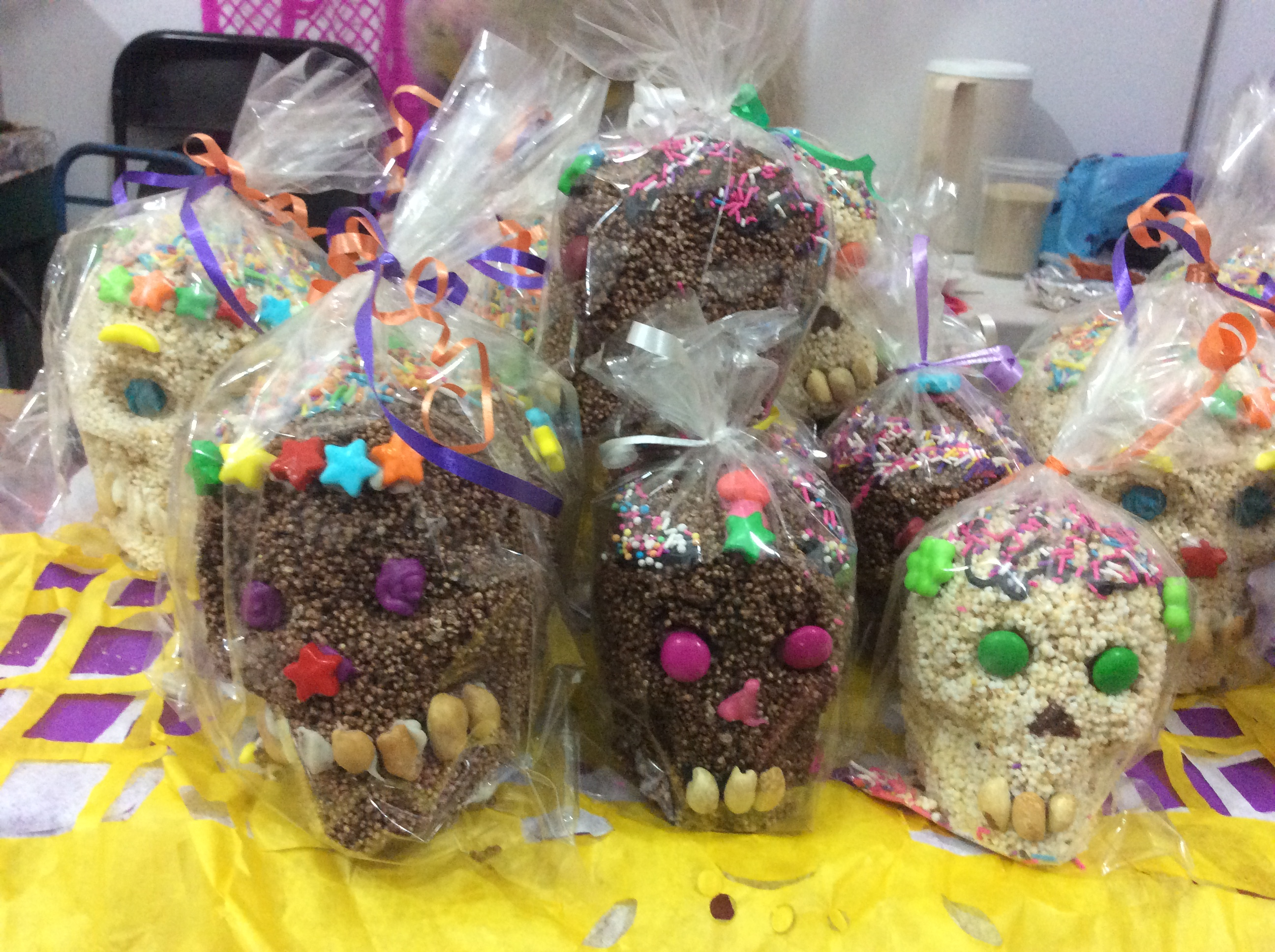
Calaveras en graines d'amarantes à Coyoacán, en 2014.

Plusieurs pratiques sont d'usage courant parmi les Mexicains qui fêtent leurs morts :
- en famille, certains s'échangent des calaveras à l'effigie du destinataire ;
- des calaveras sont déposées en offrande spirituelle sur la tombe d'un défunt ou sur des autels (privés ou publics), parfois à l'effigie d'un défunt.

La calavera au sens strict (crâne seulement) est destinée à reposer sur une surface plane et à ne présenter que la face, et, éventuellement, l'arrière du crâne. Si elle porte sur son front le nom du défunt que sa famille veille en ce Jour des morts, elle est destinée à le nourrir. L'offrande prend son sens pour l'individu qui l'a faite s'il pense que le défunt erre ce jour-là sur Terre, et a les mêmes préoccupations matérielles que les vivants. Pour ceux et celles qui n'ont pas cette croyance, l'offrande, le don à un mort, garde toutefois son sens de deuil et de travail de mémoire : faire une calavera à un mort, c'est consacrer du temps pour façonner un objet à son image ou à son nom.

## Art pictural et littéraire

### Des gravures subversives

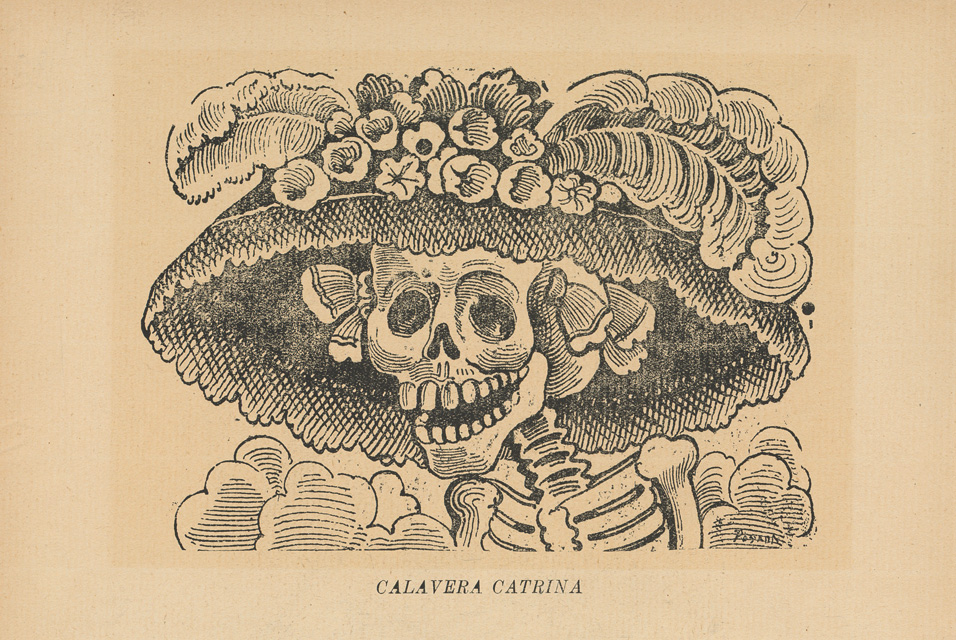
La Calavera Garbancera.

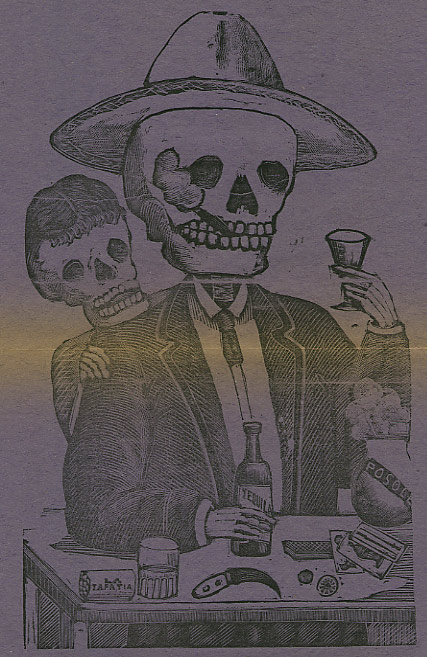
Manuel Manilla : Squelette de Guadalajara

Les calaveras, ce sont aussi ces personnages de lithographie ou d'eau-forte nés sous les pointes de Manuel Manilla au début du XXe siècle.
Souvent mal attribuées, mais dans tous les cas ré-appropriées et popularisées par son élève José Guadalupe Posada, ces caricatures « calavérisent » toute la société mexicaine, en forme de squelettes. Toutes et tous y passent : Don Quichotte, les fêtards, les dandys indigènes qui vivent comme les Européens (cas de la Calavera Garbancera, dont Diego Rivera s'est inspiré pour sa Calavera de la Catrina dans son mural Sueño de una Tarde Dominical en la Alameda Central terminée en 1947), les bourgeois, les religieux, les Indigènes, l'armée et les puissants.
Ces gravures s'adressaient en premier lieu à des gens éduqués appartenant principalement à la petite bourgeoisie à laquelle appartenait Posada, qui se sentaient abandonnés par le gouvernement de Porfirio Díaz et aspiraient aux responsabilités politiques et aux postes lucratifs dans l'administration gouvernementale.

### Poèmes
Aujourd'hui, on appelle « calaveras literarias », ou encore « poème moribond », un poème humoristique, potentiellement ironique ou satirique, écrit aux alentours du Jour des Morts. Il évoque le décès et laisse deviner le nom d'une personne connue du public, couramment un homme politique, un artiste, un ami ou un membre de la famille encore vivant. Il s'agit d'une tradition orale et écrite.